# 銭室塚古墳
銭室塚古墳（ぜにむろづかこふん）は、栃木県大田原市北滝にある古墳。形状は円墳。大田原市指定史跡に指定されている。

## 概要
栃木県北東部、那珂川左岸の段丘上に築造された古墳である。古墳名は金銀珍宝を埋めた塚だとする伝承による。一帯にはかつて円墳数基が群集したというが、本古墳以外は失われている。これまでに発掘調査は実施されていない。
墳形は円形（截頭円錐形）で、直径約26メートル・高さ約4.5メートルを測る。墳丘は2段築成。墳丘表面では川原石による葺石が認められる。また墳丘周囲には幅5メートル程度の周溝が巡らされる。埋葬施設は両袖式の横穴式石室で、南南西方向に開口する。盗掘に遭っているため、副葬品は詳らかでない。
この銭室塚古墳は、古墳時代後期の6世紀末葉頃の築造と推定される。那珂川対岸の小船渡古墳群とともに那須地方の古墳圏の北端に位置し、小船渡古墳群にある同様の2段築成の円墳の観音塚古墳との関連性を指摘する説がある。
古墳域は1977年（昭和52年）に湯津上村指定史跡（現在は大田原市指定史跡）に指定されている。

## 埋葬施設

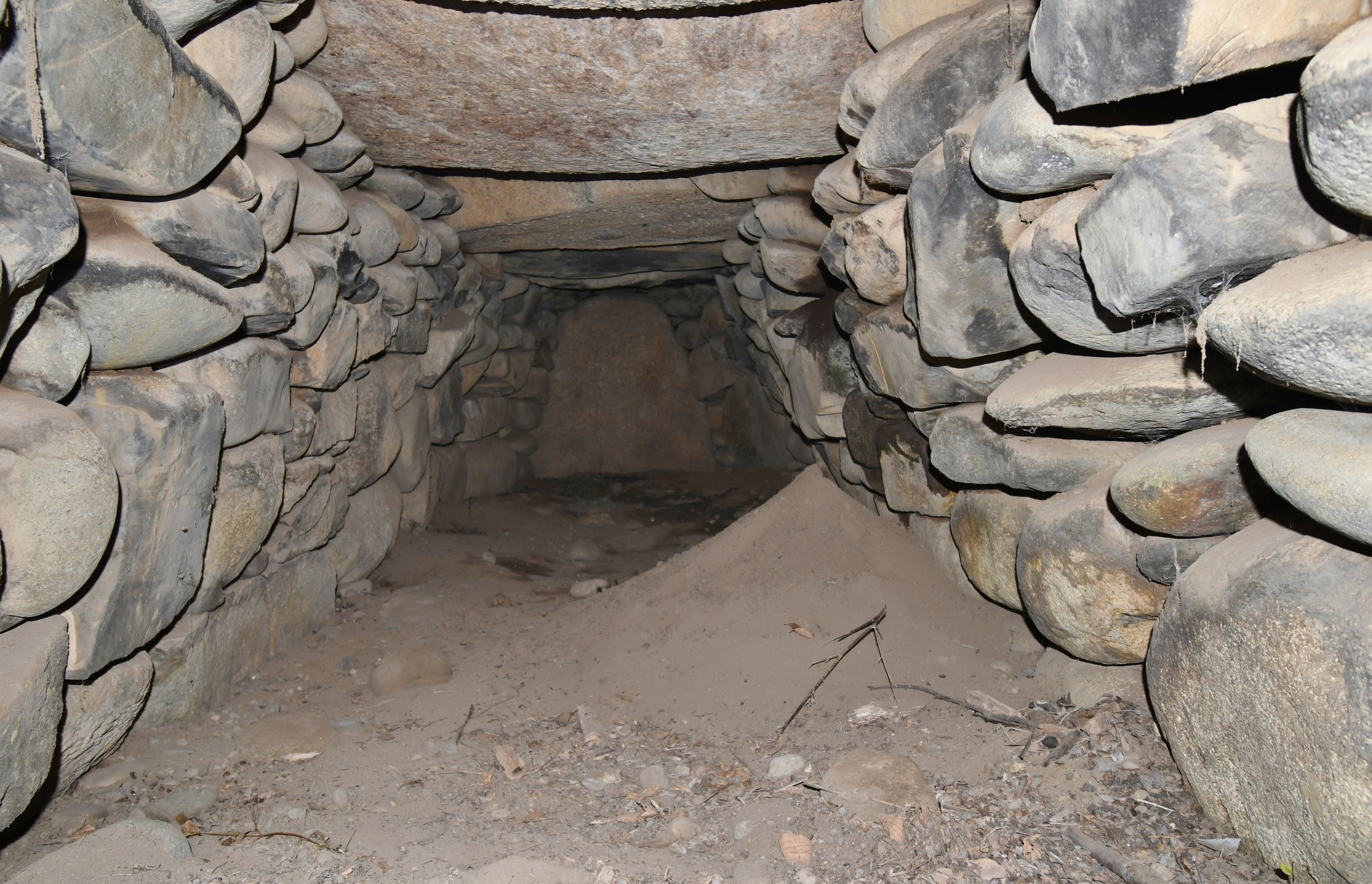
石室内部

埋葬施設としては両袖式横穴式石室が構築されており、南南西方向に開口する。石室の規模は次の通り。
- 石室全長：9.3メートル
- 玄室：長さ6.3メートル、幅1.4メートル（奥壁）・2メートル（最大）、高さ1.45メートル（奥壁）
- 羨道：長さ3メートル

石室の奥壁は花崗岩の1枚石で、側壁は約1.3メートルの山石の上に川原石の乱石積みによって構築されており、若干の胴張り形を呈する。天井石は花崗岩5枚で、床面は川原石による礫床である。羨道部は、天井石が外されたため埋没しており、外された天井石の1個は墳丘南斜面に遺存する。

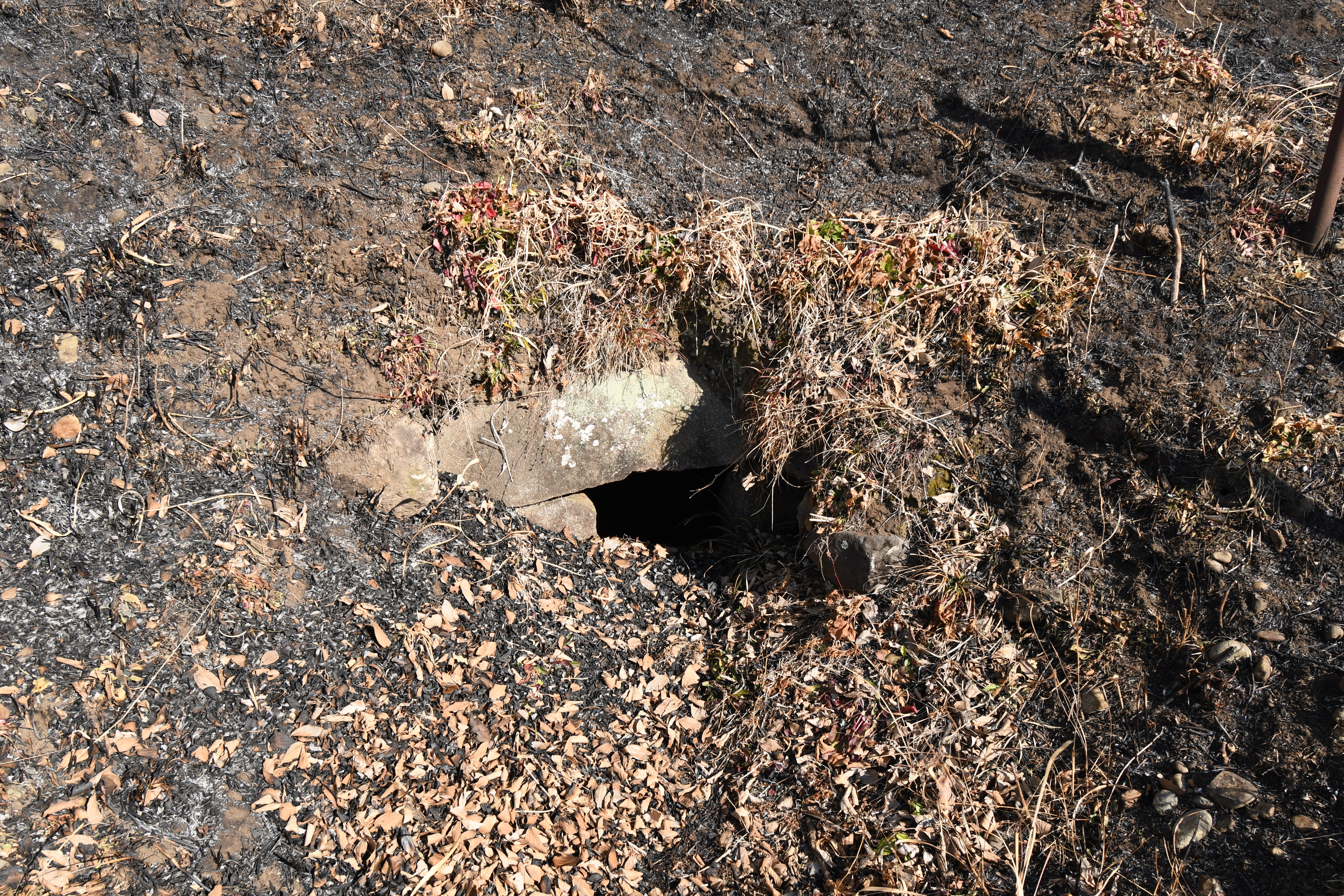
石室開口部

## 文化財

### 大田原市指定文化財
- 史跡
  - 銭室塚古墳 - 1977年（昭和52年）5月18日指定[2]。